# Santa Margarida de Calbinyà
Santa Margarida de Calbinyà és un església del municipi de les Valls de Valira (Alt Urgell) protegida com a bé cultural d'interès local. L'edifici religiós està en ruïnes. Encara resta part del campanar de torre, amb planta quadrada, i alguns panys de murs.

## Descripció

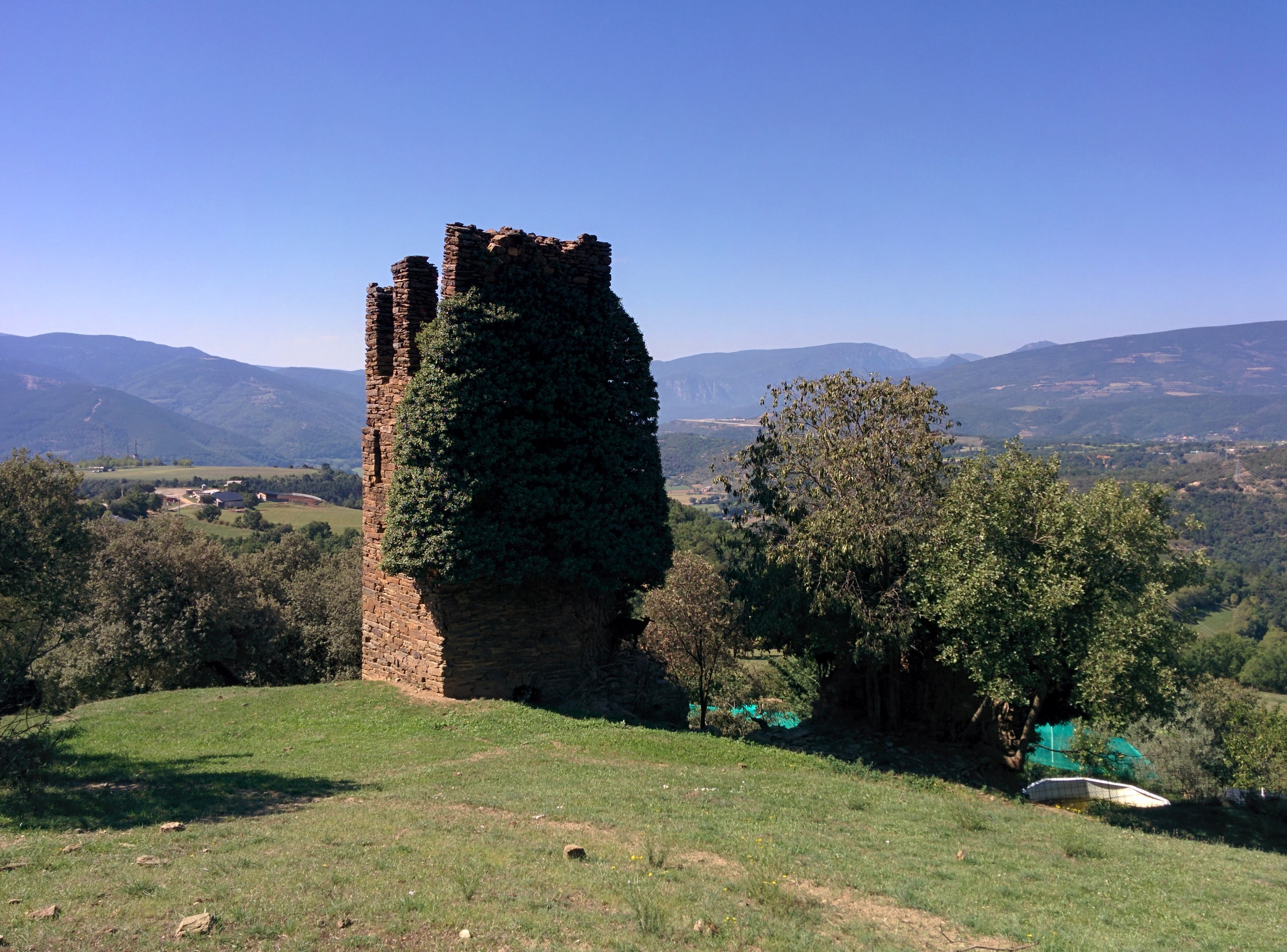

De l'església de Santa Margarida de Calbinyà en resta part del campanar de torre de planta quadrada, escapçat, sense teulada, i alguns panys de murs. El campanar presenta una porta, mig colgada, que comunicava amb l'interior de l'església. També hi ha una finestra a doble esqueixada i a la façana meridional hi ha les obertures corresponents a segon pis. Els carreus són petits i rejuntats amb morter de calç.

## Història
Als afores del poble de Calbinyà, que pertany al municipi de les Valls de Valira, es troben les restes de l'antiga església de Santa Margarida.
L'indret de Calbinyà apareix esmentat en l'acta de consagració de la Seu d'Urgell. En una visita pastoral el 1758 s'esmenta com, anteriorment, Santa Margarida havia estat l'església parroquial del terme.